# Ateloglossa regina
Ateloglossa regina là một loài ruồi trong họ Tachinidae.